# Solenobia
Solenobia är ett släkte av fjärilar. Solenobia ingår i familjen säckspinnare.

## Dottertaxa tillSolenobia, i alfabetisk ordning[1]
- Solenobia achajensis
- Solenobia adriatica
- Solenobia alba
- Solenobia albiflavella
- Solenobia argenterae
- Solenobia caspari
- Solenobia cembrella
- Solenobia charlottae
- Solenobia clathrella
- Solenobia conspicuella
- Solenobia desertella
- Solenobia dorotheae
- Solenobia douglasii
- Solenobia edelstoni
- Solenobia fennicella
- Solenobia friulana
- Solenobia fumosella
- Solenobia generosensis
- Solenobia goppensteinensis
- Solenobia hirta
- Solenobia inconspicuella
- Solenobia khumbhilae
- Solenobia klimeschi
- Solenobia lapidicella
- Solenobia lapidosa
- Solenobia larella
- Solenobia larviformis
- Solenobia leoi
- Solenobia lichenella
- Solenobia lichenum
- Solenobia manni
- Solenobia meierella
- Solenobia minor
- Solenobia nickerlii
- Solenobia norvegica
- Solenobia parthenogenesis
- Solenobia petrella
- Solenobia pineti
- Solenobia pinkeri
- Solenobia rebeli
- Solenobia reliqua
- Solenobia rupicolella
- Solenobia santicensis
- Solenobia sauteri
- Solenobia seileri
- Solenobia siculella
- Solenobia siederi
- Solenobia simplonica
- Solenobia styriaca
- Solenobia suifunella
- Solenobia tabulella
- Solenobia thurneri
- Solenobia ticinensis
- Solenobia triglavensis
- Solenobia trigonotubulosa
- Solenobia triquetrella
- Solenobia wagneri
- Solenobia walshella
- Solenobia wehrlii
- Solenobia wockeides
- Solenobia wockii